# Petr Kraus
Petr Kraus (* 10. November 1966) ist ein tschechischer Unternehmer, Manager, Gründer der Gruppe Newton.

## Karriere
1994 war er gemeinsam mit Antonín Koláček an der Entstehung der Gesellschaft Newton Financial Management Group beteiligt, die sich mit Geschäftstätigkeit an den Finanzmärkten und der damit zusammenhängenden Beratungstätigkeit befasste. In den 90er Jahren beteiligte er sich an der Umstrukturierung und Steuerung einer ganzen Reihe von Industrieunternehmen und Finanzinstitutionen zuhause und im Ausland. Zu den wichtigsten Projekten der damaligen Zeit gehören der Všeobecný vzájemný penzijní fond (heute der ING-Rentenfonds), das Wärmekraftwerk Otrokovice oder Newton Media.
Kraus investierte erhebliche Mittel in die Bildung und die Förderung von Hochschulstudenten. 2003 gründete er die Hochschule Newton College. In deren Rahmen initiierte er dann 2005 die Gründung des Stiftungsfonds Erudikon, der denjenigen helfen will, denen dies ihre Lebenssituation sonst nicht ermöglicht, Bildung an allen Schultypen zu erlangen.

## MUS-Fall
Die enge Zusammenarbeit mit der tschechischen Kohlebergbaugesellschaft Mostecká uhelná společnost (MUS) beendete er bereits 2002, dennoch wurde er vom Schweizer Gericht der Geldwäscherei schuldig gesprochen (nicht rechtskräftig). Infolge der Schweizerischen Anschuldigung und des Wiedereröffnens des Falles MUS durch die tschechischen Behörden im Jahre 2012 sind seine Kontokorrente gepfändet und sein Vermögen, einschließlich des Einfamilienhauses, in dem er wohnt, sichergestellt worden.
Kraus argumentiert vom Beginn der Untersuchungen an damit, dass sowohl er als auch die anderen verurteilten Unternehmer und Manager die MUS gerettet haben und dass es absurd sei, diese ihre Tätigkeit zu kriminalisieren. Auch im Angesicht dessen, dass die MUS dank der damaligen erfolgreichen Umstrukturierung immer noch eine stabile und wichtige Gesellschaft ist, die Tausende von Menschen beschäftigt.
Am Sonntag, dem 20. Oktober 2013, erklärte er in der Sendung des tschechischen Fernsehens „Fragen des Václav Moravec“ über den Verkauf der MUS unter anderem auch folgendes: „Das ist ein Streit um die Gestalt der tschechischen Transformation. Das ist ein Streit, der nicht an die Arbeitsplätze der Prokuratoren gehört, sondern auf Konferenzen und in den öffentlichen Raum, als Diskussion darüber, ob das so hätte sein dürfen oder nicht.“